# Zapasy na Letnich Igrzyskach Olimpijskich 1956 – kategoria do 62 kg w stylu klasycznym
Zmagania mężczyzn do 62 kg to jedna z ośmiu męskich konkurencji w zapasach w stylu klasycznym rozgrywanych podczas Letnich Igrzysk Olimpijskich 1956. Pojedynki w tej kategorii wagowej odbyły się w dniach 3 – 6 grudnia.
Punktacja opierała się na systemie "złych punktów karnych". Zwycięzca otrzymywał zero punktów za wygraną przez "tusz" (łopatki), jeden punkt za wygraną decyzją trzech sędziów. Za przegraną walkę w stosunku 1-2 zawodnik otrzymywał dwa punkty, a za porażkę 0-3 lub łopatki przyznawano 3 punkty karne. Uzyskanie pięciu lub więcej punktów eliminowało zapaśnika z turnieju. Najlepsza trójka walczyła w rundzie finałowej. 

## Klasyfikacja[1]
| Miejsce | Nazwisko           | Kraj              |
| ------- | ------------------ | ----------------- |
| 1       | Rauno Mäkinen      | Finlandia         |
| 2       | Imre Polyák        | Węgry             |
| 3       | Roman Dżeneladze   | ZSRR              |
| 4       | Müzahir Sille      | Turcja            |
| 5       | Gunnar Håkansson   | Szwecja           |
| 6       | Umberto Trippa     | Włochy            |
| 7       | Ion Popescu        | Rumunia           |
| 8       | Roger Bielle       | Francja           |
| 9       | Norman Ickeringill | Australia         |
| 9       | Alan Rice          | Stany Zjednoczone |

## Wyniki

### Pierwsza runda[2]
| Zwycięzca        | Punkty karne | Wynik        | Przegrany          | Punkty karne |
| ---------------- | ------------ | ------------ | ------------------ | ------------ |
| Ion Popescu      | 1            | Decyzja, 3:0 | Alan Rice          | 3            |
| Imre Polyák      | 1            | 2-1          | Umberto Trippa     | 2            |
| Gunnar Håkansson | 1            | Decyzja, 3:0 | Roger Bielle       | 3            |
| Müzahir Sille    | 0            | Łopatki      | Roman Dżeneladze   | 3            |
| Rauno Mäkinen    | 0            | Łopatki      | Norman Ickeringill | 3            |

### Druga runda[3]
| Zwycięzca        | Punkty karne | Wynik        | Przegrany          | Punkty karne |
| ---------------- | ------------ | ------------ | ------------------ | ------------ |
| Umberto Trippa   | 3            | Decyzja, 3:0 | Ion Popescu        | 4            |
| Imre Polyák      | 2            | Decyzja, 3:0 | Alan Rice          | 6            |
| Roman Dżeneladze | 3            | Łopatki      | Gunnar Håkansson   | 4            |
| Rauno Mäkinen    | 1            | Decyzja, 2:1 | Roger Bielle       | 5            |
| Müzahir Sille    | 0            | Łopatki      | Norman Ickeringill | 6            |

### Trzecia runda[4]
| Zwycięzca        | Punkty karne | Wynik        | Przegrany      | Punkty karne |
| ---------------- | ------------ | ------------ | -------------- | ------------ |
| Imre Polyák      | 3            | Decyzja, 3:0 | Ion Popescu    | 7            |
| Roman Dżeneladze | 3            | Łopatki      | Umberto Trippa | 6            |
| Gunnar Håkansson | 5            | Decyzja, 3:0 | Müzahir Sille  | 3            |
| Rauno Mäkinen    | 1            | Bez walki    |                |              |

### Czwarta runda[5]
| Zwycięzca        | Punkty karne | Wynik        | Przegrany     | Punkty karne |
| ---------------- | ------------ | ------------ | ------------- | ------------ |
| Roman Dżeneladze | 4            | Decyzja, 2:1 | Rauno Mäkinen | 3            |
| Imre Polyák      | 3            | Łopatki      | Müzahir Sille | 6            |

### Runda finałowa
| Zwycięzca        | Wynik        | Przegrany                                 |
| ---------------- | ------------ | ----------------------------------------- |
| Roman Dżeneladze | Decyzja, 2:1 | Rauno Mäkinen (zaliczony wynik z I rundy) |
| Rauno Mäkinen    | Decyzja, 2:1 | Imre Polyák                               |
| Imre Polyák      | Decyzja, 2:1 | Roman Dżeneladze                          |